# 1910-es Giro d’Italia
Az 1910-es Giro d’Italia volt a 2. olasz kerékpáros körverseny. Május 18-án kezdődött és június 5-én ért véget. A verseny 10 szakaszból állt, ezek össztávja 2980 km volt. A végső győztes az olasz Carlo Galetti lett.

## Szakaszok
| Szakasz     | Időpont  | Rajt – Cél       | type          | Hossz (km) | Szakaszgyőztes           | Összetett első |
| ----------- | -------- | ---------------- | ------------- | ---------- | ------------------------ | -------------- |
| 1. szakasz  | máj. 18. | Milánó – Udine   | sík szakasz   | 388        | Ernesto Azzini           | Ernesto Azzini |
| 2. szakasz  | máj. 20. | Udine – Bologna  | sík szakasz   | 322,4      | Jean-Baptiste Dortignacq | Carlo Galetti  |
| 3. szakasz  | máj. 22. | Bologna – Teramo | sík szakasz   | 345,2      | Carlo Galetti            | Carlo Galetti  |
| 4. szakasz  | máj. 24. | Teramo – Nápoly  | hegyi szakasz | 319,5      | Pierino Albini           | Carlo Galetti  |
| 5. szakasz  | máj. 26. | Nápoly – Róma    | sík szakasz   | 192,3      | Eberardo Pavesi          | Carlo Galetti  |
| 6. szakasz  | máj. 28. | Róma – Firenze   |               | 327,5      | Luigi Ganna              | Carlo Galetti  |
| 7. szakasz  | máj. 30. | Firenze – Genova |               | 263,5      | Luigi Ganna              | Carlo Galetti  |
| 8. szakasz  | jún. 1.  | Genova – Mondovì |               | 218,1      | Carlo Galetti            | Carlo Galetti  |
| 9. szakasz  | jún. 2.  | Mondovì – Torino |               | 333,4      | Eberardo Pavesi          | Carlo Galetti  |
| 10. szakasz | jún. 5.  | Torino – Milánó  |               | 277,5      | Luigi Ganna              | Carlo Galetti  |

## Végeredmény
|    | Versenyző            | Pont                     |
| -- | -------------------- | ------------------------ |
| 1  | Carlo Galetti        | 114 óra 24' 00 – 28 pont |
| 2  | Eberardo Pavesi      | 46 pont                  |
| 3  | Luigi Ganna          | 51 pont                  |
| 4  | Ezio Corlaita        | 71 pont                  |
| 5  | Emilio Chironi       | 77 pont                  |
| 6  | Battista Danesi      | 87 pont                  |
| 7  | Clemente Canepari    | 102 pont                 |
| 8  | Giovanni Marchese    | 114 pont                 |
| 9  | ildebrando Gamberini | 120 pont                 |
| 10 | Giuseppe Galbai      | 132 pont                 |